# Stenasellus buili
Stenasellus buili là một loài chân đều trong họ Stenasellidae. Loài này được Remy miêu tả khoa học năm 1949.